# Welbungin
Welbungin is een plaats in de regio Wheatbelt in West-Australië.

## Geschiedenis
John Septimus Roe was in 1836 de eerste Europeaan die de streek verkende. Hij vernoemde de granieten ontsluiting, waarnaar het district later zou vernoemd worden, naar zijn vriend kapitein Marshall MacDermott, de eerste manager van de West-Australische tak van de 'Bank of Australasia'. Tegen 1840 deden sandelhoutsnijders en schapenhoeders de streek aan maar pas in de jaren 1860 vestigden de eerste kolonisten zich er permanent.
In 1915 werd in de streek een locatie voor een gemeenschapszaal aangeduid. Zes jaar later, in 1921, werd in de nabijheid het traject van de verlenging van de spoorweg vanuit Mount Marshall naar Lake Brown vastgelegd. Er werd een spoorwegstation gebouwd en de plaatselijke afdeling van de 'Primary Producers Association' vroeg om er een dorp te stichten. Het dorp werd in 1923 officieel gesticht en Welbunging genoemd naar de Aboriginesnaam voor een nabijgelegen heuvel. In 1944 veranderde de spelling naar Welbungin.

## Beschrijving eeuw
Welbungin maakt deel uit van het lokale bestuursgebied (LGA) Shire of Mt Marshall. Het is een verzamel- en ophaalpunt voor de oogst van de in de streek bij de Co-operative Bulk Handling Group aangesloten graanproducenten.
Welbungin heeft een tennisclub. In 2021 telde Welbungin 35 inwoners.

## Toerisme
Net ten zuidoosten van Welbungin liggen twee natuurreservaten, het 'Wundowlin Nature Reserve' en het 'Barbalin Nature Reserve'.
Langs de weg van Welbungin naar Bencubbin liggen de Pergandes Sheepyards, granieten schapenkooien uit de jaren 1920.

## Transport
Welbungin ligt 287 kilometer ten oostnoordoosten van de West-Australische hoofdstad Perth, 86 kilometer ten noorden van het langs de Great Eastern Highway gelegen Merredin en 13 kilometer ten oosten van Bencubbin, de hoofdplaats van het lokale bestuursgebied waarvan het deel uitmaakt.
De spoorweg die door Welbungin loopt maakt deel uit van het goederenspoorwegnetwerk van Arc Infrastructure.

## Klimaat
Welbungin kent een warm steppeklimaat, BSh volgens de klimaatclassificatie van Köppen. De gemiddelde jaarlijkse temperatuur bedraagt er 18,2 °C en de gemiddelde jaarlijkse neerslag 324 mm.